# فحص جسمي

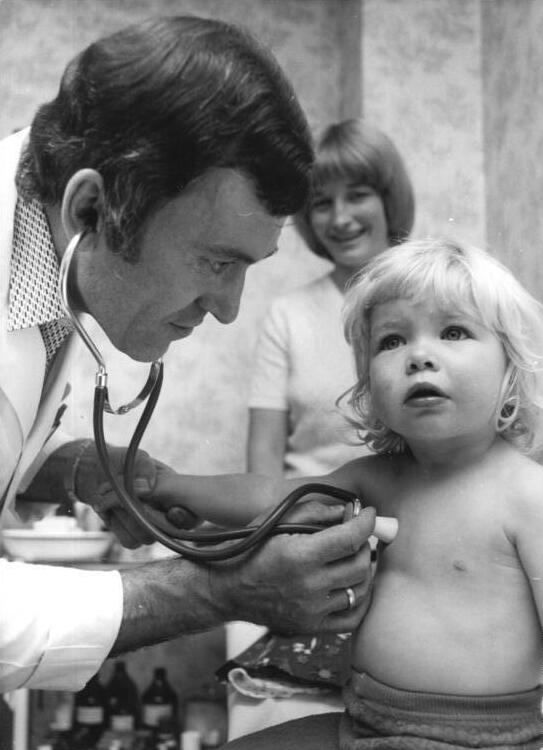
فحص سريري لطفل.

الفحص الجسمي أو الفحص البدني (بالإنجليزية: Physical examination)‏ أو الفحص الطبي  أو الفحص السريري هي العمليّة التي يقوم فيها الطبيب بفحص جسم المريض بحثًا عن أي علامات أو أعراض طبية محتملة لحالة طبية. بشكل عام، قبل هذا الفحص يتم أخذ السيرة المرضية التي تشمل الأعراض التي يخبرها بك المريض نفسه. القصة السريرية والفحص الجسمي يساعدان في تحديد التشخيص الصحيح وتشكيل خطة العلاج. ثم ستصبح هذه البيانات جزءًا من السجل الطبي للمريض (الملف الخاص بالمريض).
هو الفحص الذي يجريه الطبيب للمريض مستخدماً قوة الملاحظة وحواسه، وذلك بعد مقاربة المريض كما قد يستعين بمعدات بسيطة للفحص على سرير المرض مثل السماعة الطبية، ولكن بدون استخدام الوسائل الحديثة والمعقدة للتشخيص كالأشعة والفحوصات المخبرية أو التصويرية وما شابهها.

## خطوات الفحص السريري
يشمل الفحص السريري الخطوات التالية:

## المعاينة والملاحظة
المعاينة والملاحظة (بالإنجليزية: Inspection)‏ من خلال النظر إلى المريض وملاحظة:
- وضع المريض العام (ممتاز - جيد - ضعيف - حرج)
- العلامات المرضية مثل لون الجلد، لون الشفاه، وضع الجسم، تقدير الوزن وتناسق الوزن والطول، مظهر الأسنان، العيون... وغيرها من العلامات التي تدل على مختلف الأمراض.
- الوضعية التي يتخذها المريض (الاستلقاء على الظهر، ضم البطن، الجلوس مع وضع الأيدي على الأرجل أو على الصدر، جلوس القرفصاء، التجول الدائم وغيرها من الوضعيات التي تتوافق مع أمراض معينة).
- تصرفات المريض وما يقوم به المريض تلقائياً للتخفيف من أعراض المرض مثل الحكة، اللهاث، تجنب الإضاءة، تجنب الأصوات المرتفعة، زم الشفاه أثناء الزفير... الخ.

## الفحص الجسدي
يشمل الفحص الجسدي ما يلي:

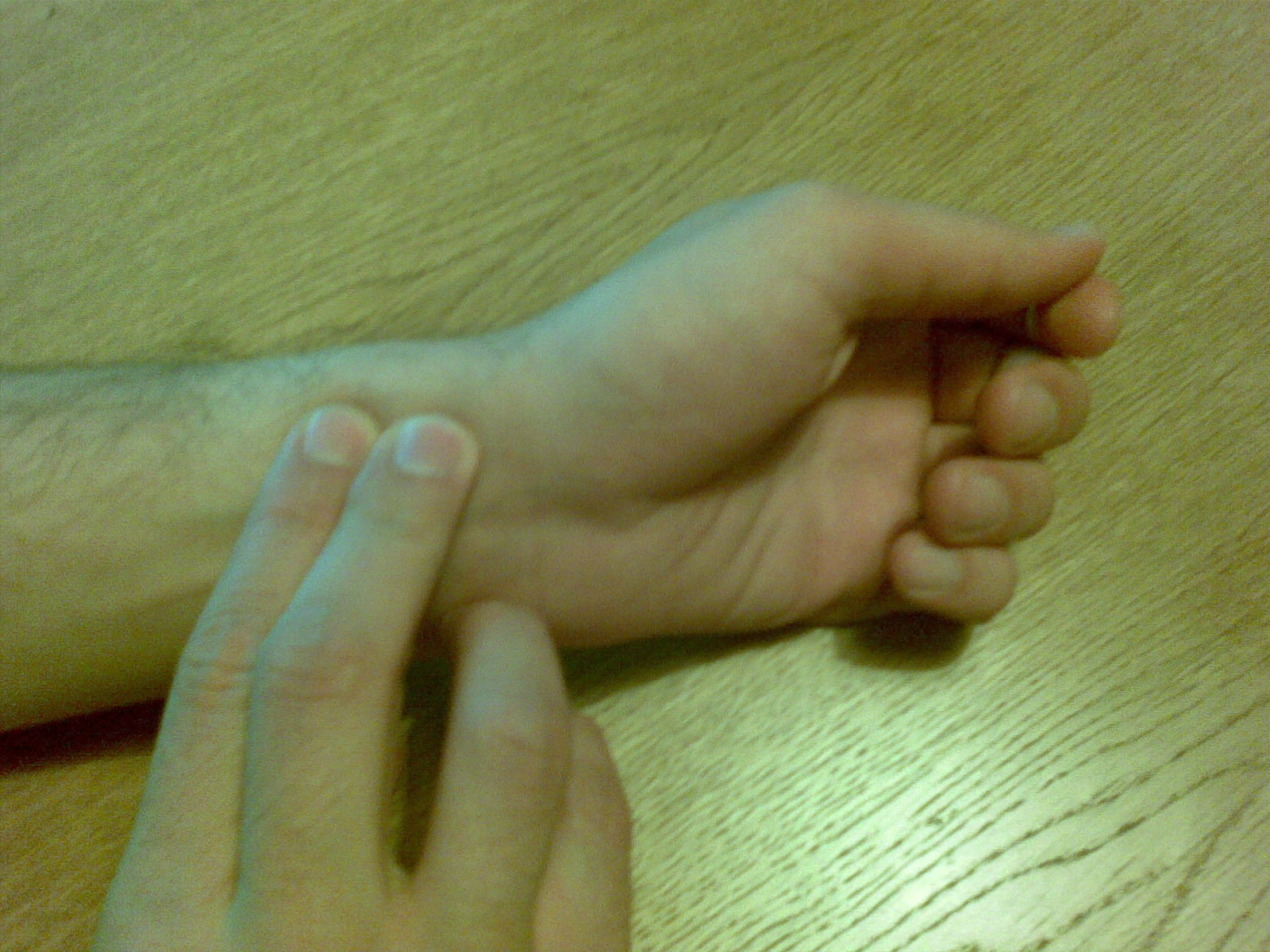
جس النبض.

الجس (بالإنجليزية: Palpation)‏ هو أن يقوم الطبيب بتحسس مناطق مهمة من جسم المريض، مثل جس النبض، تحسس العقد اللمفاوية، تحسس التغيرات الجلدية، تحسس ناحية البطن والبحث عن التغيرات المرضية مثل الأورام والالتهابات.
الفحص الوظيفي من خلال تحريك الأطراف وفحص مدى حركة المفاصل مثلاً، أو الطلب من المريض القيام ببعض الوظائف والحركات مثل النطق ببعض الحروف، أو الوقوف بشكلٍ ما، أو المشي، ومراقبة المريض أثناء قيامه بهذه الوظائف لفحص التغيرات غير الطبيعية أو المَرَضيّة.
الطرق Percussion : هي إحدى طرق الفحص السريري التي تميز حالة المريض عن طريق الصوت الناتج من النقر على جسم المريض باطراف الاصابع ويتم من خلالها تمييز ثلاثة اصوات وهي:
طبلية Tympany وهو الصوت الصادر نتيجة الطرق على تجويفات هوائية كالمعدة .
رنين Resonance هي الاصوات الصادرة نتيجة الطرق على تجويفات فارغة مثل الرئة .
أصمية Dullness هو الصوت الناتج من الطرق على الاعضاء الصلبة كالعظام .
استخدام حواس الطبيب في التشخيص مثل شم الروائح المنبعثة من المريض (كرائحة الأسيتون عند مرضى الصدمة السكرية أو رائحة الالتهابات... الخ)، واللمس للتغيرات الجلدية، ولتقدير درجة الحرارة أو تعرق المريض. كما أن سماع التغيرات التي تطرأ على صوت المريض، أو أصوات التنفس قد تُسمع بدون الاستعانة بالسماعة الطبية أو الاستماع إلى سُعال الأطفال، كل ذلك يساعد في تشخيص الأمراض المختلفة.

## استخدام أدوات فحص مكملة

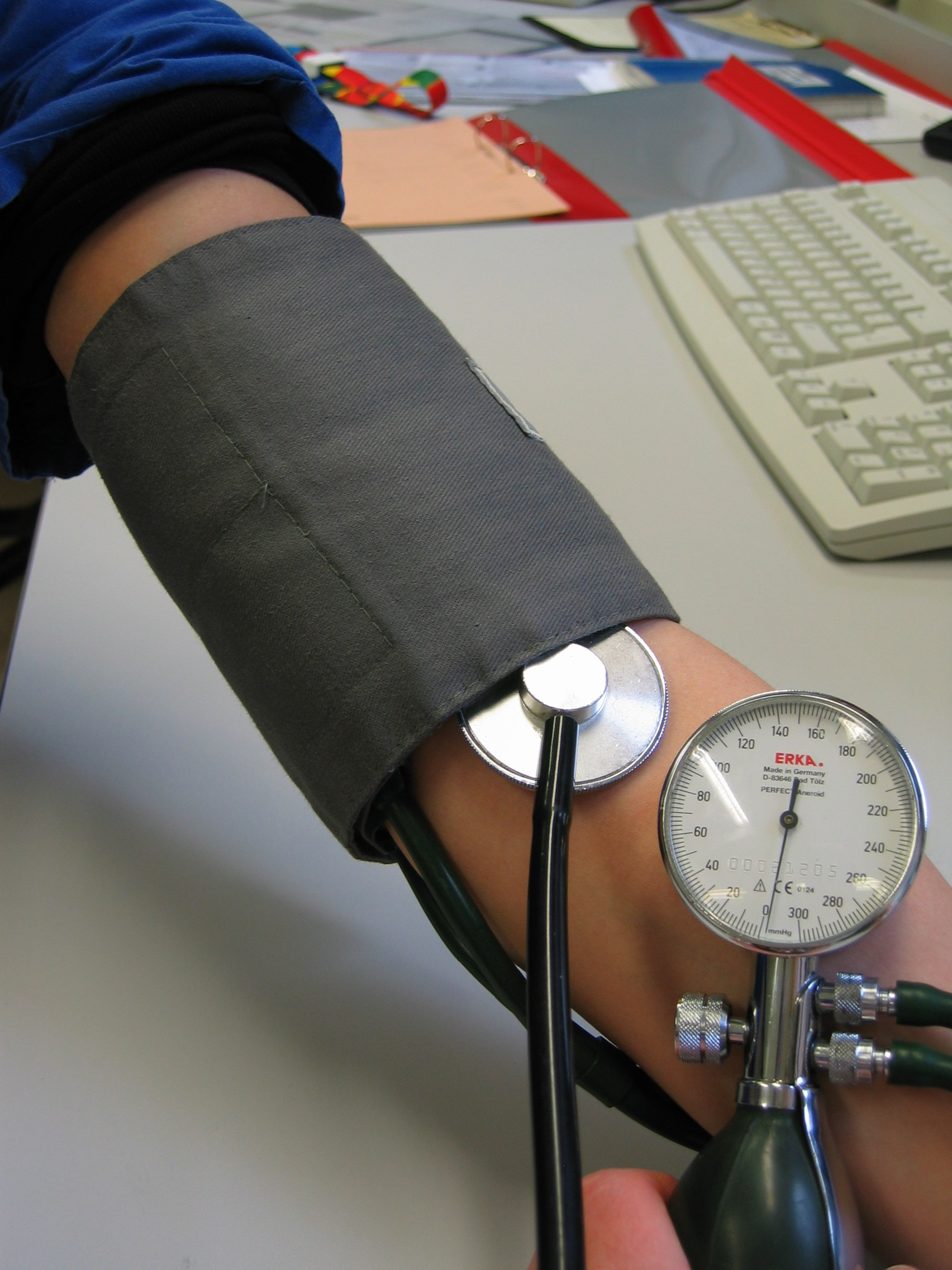
قياس ضغط الدم.

يُضاف إلى الفحص السريري الفحوصات التي تتم باستخدام أدوات فحص بسيطة مثل تسمُّع المريض (بالإنجليزية: Auscultation)‏ باستخدام السماعة الطبية، أو قياس ضغط الدم، أو فحص رد الفعل العصبي باستخدام مطرقة المنعكسات (بالإنجليزية: Reflex hammer)‏ وغيرها من الفحوصات البسيطة والتي يمكن إجراؤها على سرير المريض أو في غرفة الفحص دون الاستعانة بالتجهيزات الطبية المعقدة.

## أهمية الفحص السريري
في عصرٍ صارت فيه أجهزة التشخيص الطبي على تعقيد عالٍ ودقة متناهية في تشخيص الأمراض، ما زال الفحص السريري البسيط هو الأساس في كل الفحوصات الطبية، فمن ناحية أولى يمكن التقليص من الفحوصات الطبية الزائدة عن الحاجة إذا تم إجراء الفحص السريري بشكل دقيق يوصل لتشخيص دقيقٍ للمرض دون الحاجة لتعريض المريض إلى مخاطر أو إزعاجات الفحوصات الطبية المعقدة، ودون الحاجة إلى الإسراف المادي في فحوصات يمكن الاستغناء عنها، كما أن الفحص السريري يحدد الفحوصات المطلوبة لتشخيص المرض، بحيث نصل إلى التشخيص بأسرع وقت ممكن، مما يسرع في العلاج.
ومن فوائد الفحص السريري:
- يمكن إجراؤه في أي مكان، أي في عيادة الطبيب، دون الحاجة لتحويل المريض إلى المشافي أو منشآت التشخيص الطبي مثل مراكز الأشعة، مما يوفر على المريض الجهد والوقت والمال.
- يسهل إجراؤه في المناطق النائية، وتلك التي لم تصلها الخدمات الطبية المتقدمة، أو في أوقات الحروب والمصائب كالزلازل والحرائق بشكل يضمن سرعة البدء بالعلاج.
- الفحص السريري الجيد يُغني عن الفحوصات الباضعة والمؤذية ومثال ذلك في طب الأطفال حيث يمكن الاستغناء عن الأشعة السينية في تشخيص العديد من أمراض الأطفال الدارجة، بحيث يُحمى الطفل من الآثار السلبية للإشعاع. كما يمكن الوصول إلى التشخيص بدون الحاجة إلى سحب الدم من الأطفال الذين ينزعجون من سحب الدم، وقد يرفضون زيارة الطبيب بسبب خوفهم من الإبرة.
- يساهم الفحص السريري الجيد في توجيه المريض لأدوات تشخيصية توصله للهدف دون الإسراف المادي في فحوصات غير ملزمة، مما يساعد في توفير النفقات الطبية على المريض أو على المجتمعات المتحملة للعبء المادي للخدمات الطبية، دون أن يكون ذلك على حساب الجودة الطبية.

## أنماط الفحص السريري للجسم

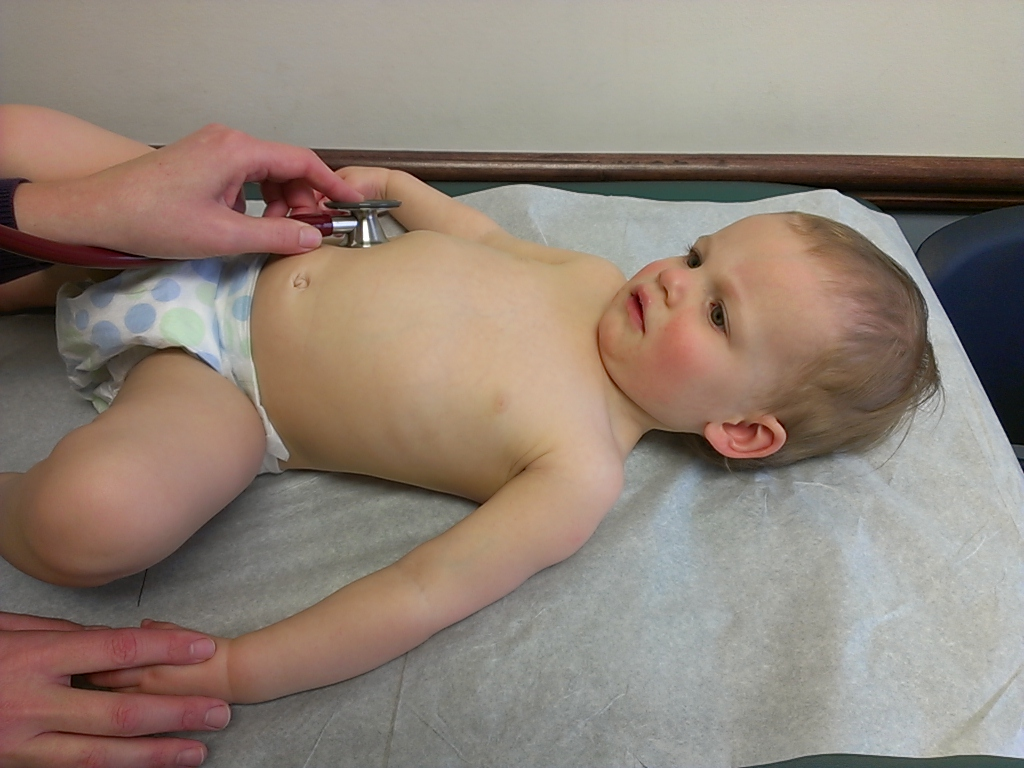
طبيب يستخدم سماعة الطبيب للاستماع إلى بطن طفل يبلغ من العمر 15 شهرًا

### الفحص الروتيني
الفحص البدني الروتيني ، المعروف أيضًا باسم الفحص الطبي العام ، التقييم الصحي الدوري ، الفحص البدني السنوي ، الفحص الطبي الشامل ، الفحص الصحي العام ، الفحص الصحي الوقائي ، الفحص الطبي ، أو الفحص الطبي ببساطة، هو الفحص البدني الذي يتم إجراؤه على مريض بدون أعراض لغرض طبي أغراض الفحص . يتم إجراؤها عادةً بواسطة طبيب أطفال أو طبيب ممارس للأسرة أو مساعد طبيب أو ممرض ممارس معتمد أو مقدم رعاية أولية آخر. يتضمن هذا الفحص البدني الروتيني عادةً تقييم فحص تراكيب الرأس HEENT .
يُعتبر فحص تراكيب الرأس (بالإنجليزية: head, eyes, ears, nose, and throat examination) أو اختصار (بالإنجليزية: HEENT examination) جزءًا من الفحص الطبي الجسمي، ويتعلق أساسًا بالرأس والعينين والأذنين والأنف والحلق.
يمكن لأخصائيي التمريض مثل الممرضات المسجلة والممرضات العمليات المرخصات تطوير تقييم أساسي لتحديد النتائج الطبيعية مقابل النتائج غير الطبيعية. يتم الإبلاغ عن هذه إلى مقدم الرعاية الأولية. إذا لزم الأمر، يمكن إرسال المريض إلى أخصائي طبي لمزيد من الفحوصات التفصيلية.
لا يُقصد بالمصطلح عمومًا أن يشمل الزيارات لغرض فحوصات حديثي الولادة أو مسحة عنق الرحم لسرطان عنق الرحم أو الزيارات المنتظمة للأشخاص الذين يعانون من اضطرابات طبية مزمنة معينة (على سبيل المثال، مرض السكري ). يتضمن الفحص الطبي العام عمومًا تاريخًا طبيًا وفحصًا جسديًا (موجزًا أو كاملًا) واختبارات معملية أحيانًا. تتضمن بعض الاختبارات الأكثر تقدمًا الموجات فوق الصوتية وتصوير الثدي بالأشعة.
إذا تم إجراؤه لمجموعة من الأشخاص، فإن الفحص البدني الروتيني هو شكل من أشكال الفحص ، حيث أن الهدف من الفحص هو اكتشاف العلامات المبكرة للأمراض للوقاية منها.

#### الدليل
على الرغم من أن الفحوصات الطبية السنوية هي ممارسة روتينية في العديد من البلدان، غير محددة  الفحوصات ضعيفة الدعم بالأدلة العلمية في غالبية السكان. وجدت دراسة تلوية من مؤسسة كوكرين أن الفحوصات الفيزيائية السنوية الروتينية لا تقلل بشكل ملموس من خطر المرض أو الوفاة، وعلى العكس من ذلك، يمكن أن تؤدي إلى التشخيص المفرط والعلاج الزائد ؛ ومع ذلك، لا تخلص هذه المقالة إلى أن التواصل المنتظم مع الطبيب ليس مهمًا، لأن الفحص البدني الفعلي قد لا يكون ضروريًا.
توصي بعض المنظمات الصحية العامة البارزة بعدم إجراء الفحوصات السنوية، وتقترح تكرارًا يتناسب مع العمر ونتائج الفحص السابقة ( عوامل الخطر ). توصي جمعية السرطان الأمريكية المتخصصة بإجراء فحص طبي متعلق بالسرطان سنويًا للرجال والنساء الذين تزيد أعمارهم عن 40 عامًا، وكل ثلاث سنوات لمن هم أكبر من 20 عامًا.
خلصت مراجعة منهجية للدراسات حتى سبتمبر 2006 إلى أن الفحص يؤدي إلى تقديم أفضل لبعض تدخلات الفحص الأخرى (مثل مسحة عنق الرحم، وفحص الكوليسترول ، واختبارات الدم الخفي في البراز ) وتقليل قلق المريض. تدعم الأدلة العديد من تدخلات الفحص الفردية هذه. إن تأثيرات الفحوصات السنوية على التكاليف الإجمالية، وإعاقة المريض ووفياته ، واكتشاف المرض، والنقاط النهائية الوسيطة مثل ضغط الدم أو الكوليسترول، غير حاسمة. وجدت دراسة حديثة أن الفحص مرتبط بزيادة المشاركة في فحص السرطان.
يطلب بعض أصحاب العمل إجراء فحص صحي إلزامي قبل تعيين مرشح، على الرغم من أنه من المعروف الآن أن بعض مكونات الزيارة السنوية الوقائية قد تسبب ضررًا في الواقع. على سبيل المثال، الاختبارات المعملية والاختبارات التي يتم إجراؤها على المرضى الأصحاء (على عكس الأشخاص الذين يعانون من أعراض أو أمراض معروفة) من المرجح إحصائيًا أن تكون «إيجابيات خاطئة» - أي عندما تشير نتائج الاختبار إلى مشكلة غير موجودة. تشمل العيوب المذكورة الوقت والمال اللذين يمكن توفيرهما من خلال الفحص المستهدف (حجة اقتصاديات الصحة ) ،  زيادة القلق بشأن المخاطر الصحية ( العلاج الطبي ) ، والتشخيص الزائد ، والتشخيص الخاطئ (على سبيل المثال، تشخيص متلازمة القلب الرياضي بشكل خاطئ على أنها اعتلال عضلة القلب الضخامي ) والضرر، أو حتى الوفاة الناتجة عن اختبارات غير ضرورية لاكتشاف أو تأكيد المشكلات الطبية، التي غالبًا ما تكون غير موجودة، أو أثناء إجراء الإجراءات الروتينية كمتابعة بعد الفحص.

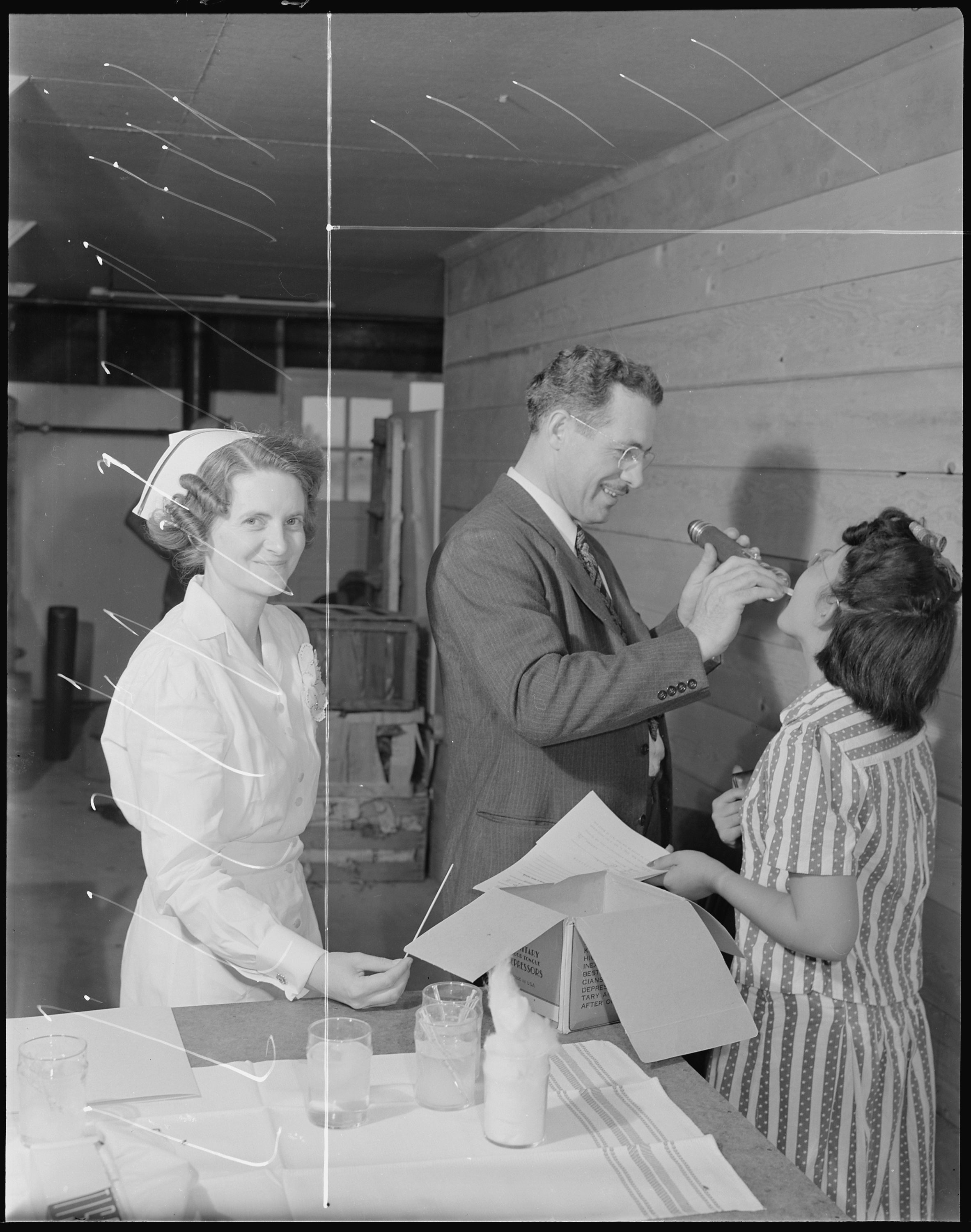
طبيب مقيم في مركز إعادة التوطين في غرناطة ، يفحص حلق المريض

يتناقض عدم وجود أدلة جيدة مع استطلاعات الرأي السكانية التي تظهر أن عامة الناس مغرمون بهذه الفحوصات، خاصة عندما تكون مجانية. على الرغم من أن الإرشادات توصي بعدم إجراء فحوصات سنوية روتينية، إلا أن العديد من أطباء الأسرة يجرونها. تم اقتراح نظام رعاية صحية مقابل رسوم لتعزيز هذه الممارسة. قد يكون البديل هو تكييف فترة الفحص حسب العمر والجنس والحالات الطبية وعوامل الخطر لكل مريض. هذا يعني الاختيار بين مجموعة متنوعة من الاختبارات.

#### الانتشار
يتم إجراء التمارين البدنية الروتينية بشكل شائع في الولايات المتحدة واليابان، بينما تختلف الممارسة بين جنوب شرق آسيا والدول الأوروبية. في اليابان، يلزم القانون للموظفين العاملين بانتظام التحقق مرة واحدة سنويًا، مع مجموعة اختبارات أكثر شمولاً من البلدان الأخرى.[بحاجة لمصدر]

#### القصة السريرية
إن جذور الفحص الطبي الدوري ليست واضحة تمامًا. يبدو أنه تم الدفاع عنها منذ عشرينيات القرن الماضي. يشير بعض المؤلفين إلى نداءات من القرن التاسع عشر وأوائل القرن العشرين من أجل الكشف المبكر عن أمراض مثل السل وفحوصات الصحة المدرسية الدورية. يبدو أن ظهور التأمين الطبي والتأثيرات التجارية ذات الصلة قد عززت الفحص، في حين أن هذه الممارسة كانت موضع جدل في عصر الطب القائم على الأدلة . تم إجراء العديد من الدراسات قبل صياغة التوصية الحالية المستندة إلى الأدلة للفحص، مما يحد من إمكانية تطبيق هذه الدراسات على الممارسة الحالية.

### الشمول
تشمل الفحوصات الجسدية الشاملة ، المعروفة أيضًا باسم الفحوصات الفيزيائية التنفيذية ، عادةً الاختبارات المعملية، والأشعة السينية للصدر، واختبار وظائف الرئة، ومخططات السمع، وفحص تصوير مقطعي محوسب CAT لكامل الجسم، وتخطيط كهربائية القلب EKG ، واختبارات إجهاد القلب، واختبارات عمر الأوعية الدموية، وتحليل البول، وتصوير الثدي بالأشعة السينية أو فحوصات البروستاتا اعتمادًا على جنس.

### ما قبل التوظيف
امتحانات ما قبل التوظيف هي اختبارات فحص تحدد مدى ملاءمة العامل للتأجير بناءً على نتائج الفحص البدني. وهذا ما يسمى أيضًا بالتخليص الطبي قبل التوظيف . يعتقد العديد من أصحاب العمل أنه من خلال توظيف العمال الذين اجتازت نتائج فحصهم البدني معايير استثناء معينة، فإن موظفيهم بشكل جماعي سيكون لديهم عدد أقل من الغياب بسبب المرض، وإصابات أقل في مكان العمل، وأمراض مهنية أقل. تدعم هذه الفكرة كمية صغيرة من الأدلة منخفضة الجودة في البحث الطبي. علاوة على ذلك، ستكون تكلفة التأمين الصحي للموظفين أقل. ومع ذلك، لا ينبغي إجراء بعض الاختبارات أو الاختبارات التي يطلبها أصحاب العمل، مثل التصوير بالأشعة السينية لأسفل الظهر، وفقًا للكلية الأمريكية للطب المهني والبيئي. وتشمل أسباب ذلك شرعية الاختبار وضرورته الطبية، فضلاً عن عدم قدرة هذا الاختبار على التنبؤ بالمشاكل المستقبلية، والتعرض للإشعاع للعامل، وتكلفة الاختبار.

### التأمين الصحي
يمكن إجراء الفحص البدني تحت غطاء التأمين الصحي ، المطلوب لعملاء التأمين الجدد. هذا جزء من طب التأمين . في الولايات المتحدة، يتم أيضًا تسويق الفحوصات الطبية للمرضى كمراجعة صحية شاملة، لتجنب إزعاج حضور مواعيد متعددة مع مختلف مقدمي الرعاية الصحية.

## الاستخدامات

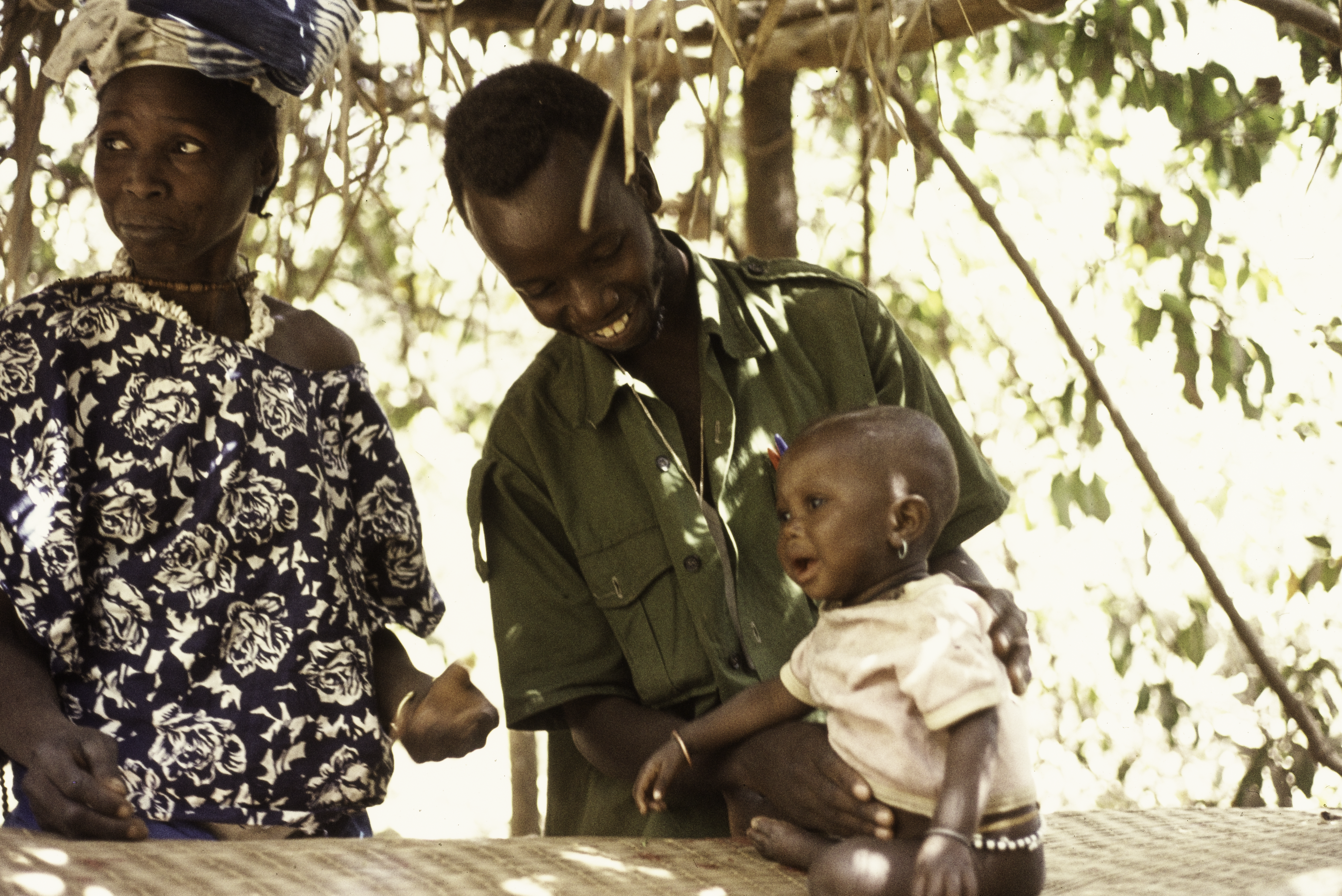
طبيب يفحص فتاة صغيرة ، غينيا بيساو ، 1974

### التشخيص
يتم إجراء الفحوصات البدنية في معظم لقاءات الرعاية الصحية. على سبيل المثال، يتم إجراء الفحص البدني عندما يزور المريض يشكو من أعراض تشبه أعراض الأنفلونزا. تركز هذه الفحوصات التشخيصية عادة على شكوى المريض الرئيسية.

### التحري
غالبًا ما تشمل الفحوصات الصحية العامة، بما في ذلك الفحوصات الجسدية التي يتم إجراؤها عندما لا يبلغ المريض عن مخاوف صحية، الفحص الطبي للحالات الشائعة، مثل ارتفاع ضغط الدم . وجدت مراجعة مؤسسة كوكرين أن الفحوصات الصحية العامة لم تقلل من خطر الوفاة بسبب السرطان أو أمراض القلب أو أي سبب آخر، ولا يمكن إثبات أنها تؤثر على احتمالية دخول المريض إلى المستشفى أو إصابته بالعجز أو التغيب عن العمل أو بحاجة إلى زيارات مكتبية إضافية. لم تجد الدراسة أي تأثير على خطر الإصابة بالمرض، لكنها وجدت أدلة تشير إلى أن المرضى الخاضعين لفحوصات بدنية روتينية تم تشخيصهم بارتفاع ضغط الدم وحالات مزمنة أخرى بمعدل أعلى من أولئك الذين لم يتم تشخيصهم. لاحظ مؤلفوها أن الدراسات غالبًا ما فشلت في النظر أو الإبلاغ عن النتائج الضارة المحتملة (مثل القلق غير المبرر أو إجراءات المتابعة غير الضرورية) ، وخلصوا إلى أن الفحوصات الصحية الروتينية «من غير المرجح أن تكون مفيدة» فيما يتعلق بخفض معدلات الإصابة بأمراض القلب والأوعية الدموية والسرطان والوفيات.

### العلاقات بين الطبيب والمريض
تم وصف الفحص البدني بأنه أحد الطقوس التي تلعب دورًا مهمًا في العلاقة بين الطبيب والمريض والتي ستوفر فوائد في اللقاءات الطبية الأخرى. عندما يتوقع المريض فحصًا جسديًا ولكن لا يتم إجراؤه من قبل مقدم الخدمة، فقد يعرب المرضى عن قلقهم بشأن عدم عمق التحقيق في مرضهم، وصحة خطط العلاج والاستثناءات، والعلاقة بين الطبيب والمريض.

## شكل الفحص والتفسير

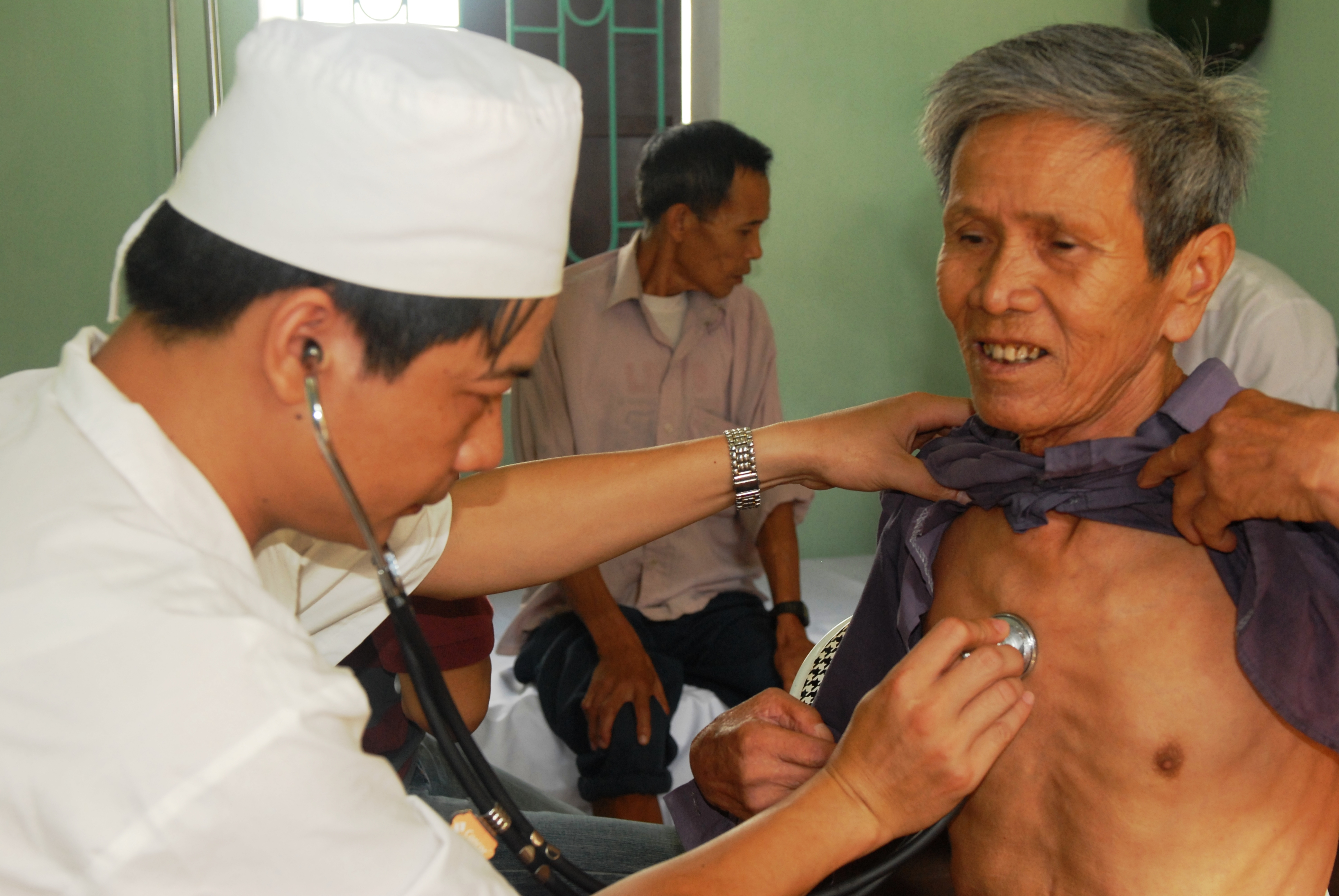
تسمع رجل في فيتنام

قد يشمل الفحص البدني فحص العلامات الحيوية ، بما في ذلك فحص درجة الحرارة وضغط الدم والنبض ومعدل التنفس . يستخدم مقدم الرعاية الصحية حواس البصر والسمع واللمس والشم في بعض الأحيان (على سبيل المثال، في العدوى، وبوليون الدم ، والحماض الكيتوني السكري ). أصبح التذوق زائداً عن الحاجة بسبب توفر الاختبارات المعملية الحديثة. يتم تدريس أربعة إجراءات كأساس للفحص البدني: التأمل والجس (الإحساس) والقرع (النقر لتحديد خصائص الرنين) والتسمع (الاستماع).

### نطاق الفحص
على الرغم من أن مقدمي الرعاية لديهم أساليب مختلفة فيما يتعلق بتسلسل أجزاء الجسم، فإن الفحص المنهجي يبدأ عمومًا من الرأس وينتهي عند الأطراف ويتضمن تقييم المظهر العام للمريض وأنظمة الأعضاء المحددة. بعد أن تم التحقيق في أجهزة الجسم الرئيسية من خلال: تأمل ، جس ، قرع ، و التسمع ، فإنه يمكن القيام باختبارات محددة للمتابعة (مثل الاختبارات العصبية، فحص المفاصل والعظام) أو اختبارات خاصة عندما يشتبه مرض معين (على سبيل المثال تحريض ظهور علامة تروسو للتكزز المستتر في نقص كلس الدم).

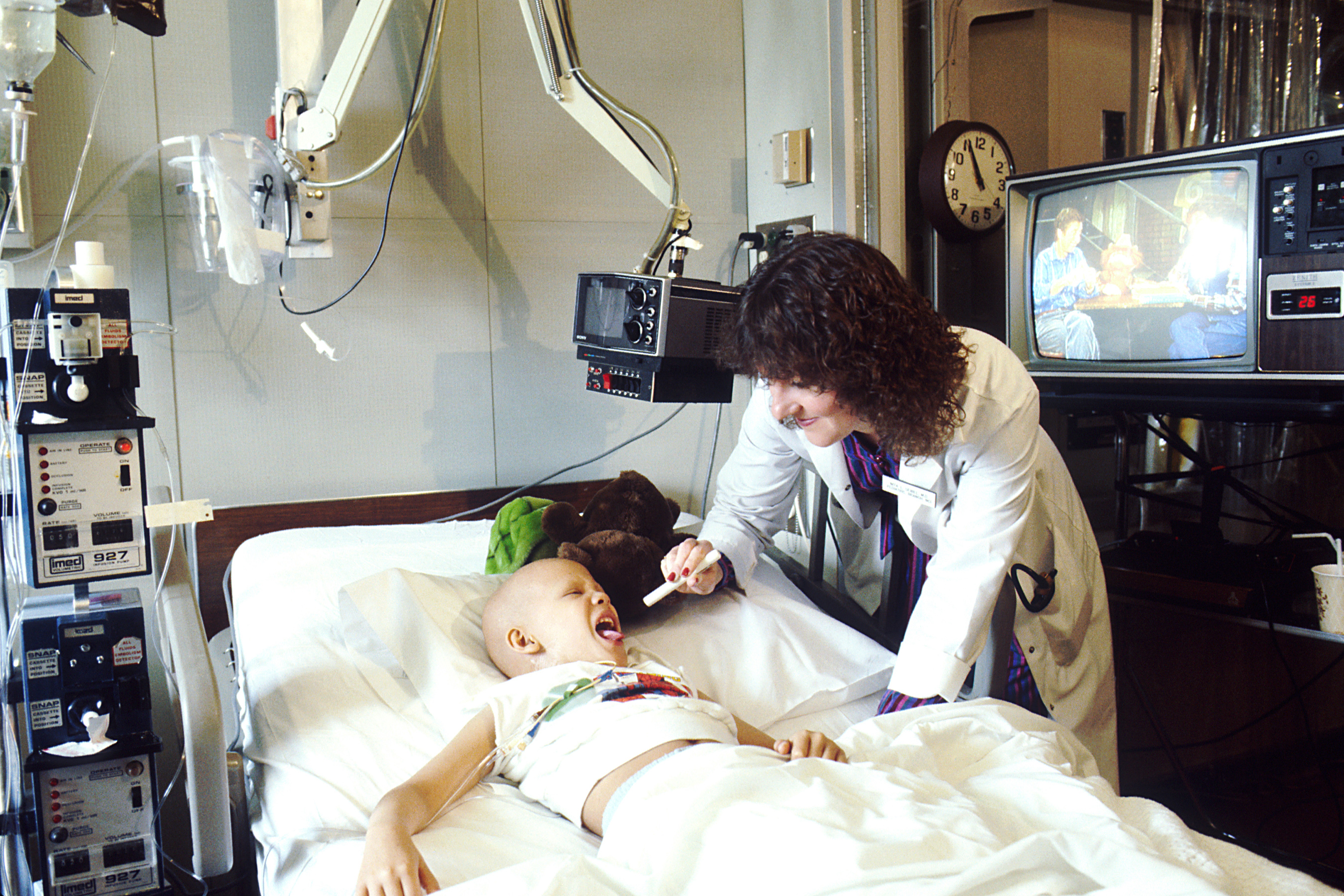
طبيب يفحص مريضاً من الأطفال في المستشفى

في حين أن شكل الفحص كما هو موضح أدناه يتم تدريسه بشكل كبير ومتوقع من الطلاب، سيركز المتخصص على مجالهم الخاص وطبيعة المشكلة التي وصفها المريض ومن ثم لن يقوم طبيب القلب في الممارسة الروتينية بإجراء الأجزاء العصبية من الفحص بخلاف ملاحظة أن المريض قادر على استخدام جميع الأطراف الأربعة عند دخول غرفة الاستشارة وخلال الاستشارة يصبح على علم بسمعهم وبصرهم وكلامهم. وبالمثل، يقوم جراح العظام بفحص المفصل المصاب، ولكنه قد يقوم بفحص أصوات القلب والصدر لفترة وجيزة للتأكد من أنه من غير المحتمل أن يكون هناك أي موانع للجراحة التي يثيرها طبيب التخدير . سيقوم طبيب الرعاية الأولية أيضًا بفحص الأعضاء التناسلية الذكرية بشكل عام، ولكنه قد يترك فحص الأعضاء التناسلية الأنثوية لطبيب أمراض النساء .
من خلال القرائن التي تم الحصول عليها خلال التاريخ والفحص البدني ، يمكن لمقدم الرعاية الصحية الآن صياغة تشخيص تفريقي ، وهو قائمة بالأسباب المحتملة للأعراض. تؤكد الاختبارات التشخيصية المحددة (أو أحيانًا العلاج التجريبي ) السبب، أو تلقي الضوء على الأسباب الأخرى التي تم التغاضي عنها سابقًا. ثم يتم تسجيل الفحص البدني في السجل الطبي بتنسيق قياسي مما يسهل عملية إعداد الفواتير وقراءة الملاحظات في وقت لاحق من قبل مقدمي الخدمات الآخرين.
في حين أن الفحوصات البدنية الاختيارية أصبحت أكثر تفصيلاً، فقد أصبحت الاختبارات البدنية في الاستخدام الروتيني أقل اكتمالاً. وقد أدى ذلك إلى مقالات افتتاحية في المجلات الطبية حول أهمية الفحص البدني الكافي. قدم الأطباء في كلية الطب بجامعة ستانفورد مجموعة من 25 من مهارات الفحص البدني الأساسية التي شعروا بأنها مفيدة.

### التسجيل
| الجزء                                | نص بسيط مختصر                                           | المعنى والتعليقات                                                                                           | ملاحظات |
| ------------------------------------ | ------------------------------------------------------- | --- | --- |
| الفحص العام                          | NAD                                                     | لا شيء غير طبيعي يمكن كشفه nothing abnormal detected                                                        | يمكن تقسيمها على سطرين. |
| الفحص العام                          | العلامات الحيوية VS :هي WNL                             | WNL" يعني "ضمن الحدود العادية within normal limits                                                          | يمكن تقسيمها على سطرين. |
|                                      |                                                         | | |
| فحص تراكيب الرأسHEENT                | AT/NC                                                   | لا رضحي ، طبيعي الرأس Atraumatic, normocephalic                                                             | يتم فصل "العنق" أحيانًا عن "الرأس". يمكن كتابة ملاحظة أن " الأسنان بحالة جيدة". |
| فحص تراكيب الرأسHEENT                | PERRLA                                                  | الحدقتان متسايتان في الحجم ومتفاعلاتان مع الضوء والوضع pupils equal and reactive to light and accommodation | يتم فصل "العنق" أحيانًا عن "الرأس". يمكن كتابة ملاحظة أن " الأسنان بحالة جيدة". |
| فحص تراكيب الرأسHEENT                | EOMI                                                    | حركات العضلات خارج العين سليمة (انظر حركة العين)                                                            | يتم فصل "العنق" أحيانًا عن "الرأس". يمكن كتابة ملاحظة أن " الأسنان بحالة جيدة". |
| فحص تراكيب الرأسHEENT                | No cervical LAD                                         | لا يوجد ضخامة عقد لمفية رقبية                                                                               | يتم فصل "العنق" أحيانًا عن "الرأس". يمكن كتابة ملاحظة أن " الأسنان بحالة جيدة". |
| فحص تراكيب الرأسHEENT                | no thyromegaly                                          | لا تضخم في الغدة الدرقية                                                                                    | يتم فصل "العنق" أحيانًا عن "الرأس". يمكن كتابة ملاحظة أن " الأسنان بحالة جيدة". |
| فحص تراكيب الرأسHEENT                | no bruit                                                | لا لغط | يتم فصل "العنق" أحيانًا عن "الرأس". يمكن كتابة ملاحظة أن " الأسنان بحالة جيدة". |
| فحص تراكيب الرأسHEENT                | no pallor                                               | لا شحوب | يتم فصل "العنق" أحيانًا عن "الرأس". يمكن كتابة ملاحظة أن " الأسنان بحالة جيدة". |
| فحص تراكيب الرأسHEENT                | fundus WNL                                              | قعر العين WNL                                                                                               | يتم فصل "العنق" أحيانًا عن "الرأس". يمكن كتابة ملاحظة أن " الأسنان بحالة جيدة". |
| فحص تراكيب الرأسHEENT                | oropharynx WNL                                          | البلعوم الفموي WNL                                                                                          | يتم فصل "العنق" أحيانًا عن "الرأس". يمكن كتابة ملاحظة أن " الأسنان بحالة جيدة". |
| فحص تراكيب الرأسHEENT                | tympanic membrane WNL                                   | الغشاء الطبلي WNL                                                                                           | يتم فصل "العنق" أحيانًا عن "الرأس". يمكن كتابة ملاحظة أن " الأسنان بحالة جيدة". |
| فحص تراكيب الرأسHEENT                | neck supple                                             | العنق مرن                                                                                                   | يتم فصل "العنق" أحيانًا عن "الرأس". يمكن كتابة ملاحظة أن " الأسنان بحالة جيدة". |
|                                      |                                                         | | |
| فحص الجهاز التنفسي أو "الصدر"        | rhonchi and crackles                                    | رنات وخراخر تنفسية                                                                                          | |
| فحص الجهاز التنفسي أو "الصدر"        | Nontender                                               | لا إيلام | |
| فحص الجهاز التنفسي أو "الصدر"        | expansion test                                          | اختبار توسيع الصدر                                                                                          | |
| فحص الجهاز التنفسي أو "الصدر"        | normal breathing with little effort                     | التنفس الطبيعي مع القليل من الجهد                                                                           | |
| فحص الجهاز التنفسي أو "الصدر"        | absence of wheezing                                     | عدم وجود أزيز                                                                                               | |
| فحص الجهاز التنفسي أو "الصدر"        | rhonchi and crackles                                    | الرنة والخراخر التنفسية                                                                                     | |
| فحص الجهاز التنفسي أو "الصدر"        | no dullnes to percussion                                | لا أصمية بالقرع                                                                                             | |
| فحص الجهاز التنفسي أو "الصدر"        | "no r / r / w"                                          | لا كراكر / لا رنات تنفسية / لا صفير rales، rhonchi, wheezing                                                | |
| فحص الجهاز التنفسي أو "الصدر"        | no cyanosis or clubbing                                 | لا زرقة أو تبقرط الأصابع                                                                                    | |
|                                      |                                                         | | |
| فحص جهاز الدوران أو "القلب والأوعية" | + S1                                                    | الصوت الأول للقلب جيد first heart sound                                                                     | في حالة استخدام مصطلح القلبي الوعائي "CV" بدلاً من "القلب" ، يتم تضمين النبضات المحيطية أحيانًا في هذا القسم (وإلا ، فقد تكون في قسم الأطراف). نظم الخبب (بالإنجليزية: Gallop rhythm) وهو النوع الثالث من الأصوات المسموعة والصادرة من القلب، حيث أن الصوت الثالث يكون مرضياً ويكون القلب عندها متسرعاً فإن الأصوات المسموعة من القلب تشكل ما يدعى (نظم الخبب) (gallop rhythm)، وبما أن بدء الدورة القلبية من الانقباض أمر اعتباري اصطلاحي، وكون الانبساط يقصر أكثر من الانقباض عند تسرع القلب                                                                |
| فحص جهاز الدوران أو "القلب والأوعية" | + S2                                                    | الصوت الثاني للقلب جيد second heart sound                                                                   | في حالة استخدام مصطلح القلبي الوعائي "CV" بدلاً من "القلب" ، يتم تضمين النبضات المحيطية أحيانًا في هذا القسم (وإلا ، فقد تكون في قسم الأطراف). نظم الخبب (بالإنجليزية: Gallop rhythm) وهو النوع الثالث من الأصوات المسموعة والصادرة من القلب، حيث أن الصوت الثالث يكون مرضياً ويكون القلب عندها متسرعاً فإن الأصوات المسموعة من القلب تشكل ما يدعى (نظم الخبب) (gallop rhythm)، وبما أن بدء الدورة القلبية من الانقباض أمر اعتباري اصطلاحي، وكون الانبساط يقصر أكثر من الانقباض عند تسرع القلب                                                                |
| فحص جهاز الدوران أو "القلب والأوعية" | RRR                                                     | معدل ضربات القلب والنظم regular rate and rhythm انظر النبض pulse                                            | في حالة استخدام مصطلح القلبي الوعائي "CV" بدلاً من "القلب" ، يتم تضمين النبضات المحيطية أحيانًا في هذا القسم (وإلا ، فقد تكون في قسم الأطراف). نظم الخبب (بالإنجليزية: Gallop rhythm) وهو النوع الثالث من الأصوات المسموعة والصادرة من القلب، حيث أن الصوت الثالث يكون مرضياً ويكون القلب عندها متسرعاً فإن الأصوات المسموعة من القلب تشكل ما يدعى (نظم الخبب) (gallop rhythm)، وبما أن بدء الدورة القلبية من الانقباض أمر اعتباري اصطلاحي، وكون الانبساط يقصر أكثر من الانقباض عند تسرع القلب                                                                |
| فحص جهاز الدوران أو "القلب والأوعية" | no m / r / g                                            | لا نفخات (لغط القلب) / قصور / نظم الخبب                                                                     | في حالة استخدام مصطلح القلبي الوعائي "CV" بدلاً من "القلب" ، يتم تضمين النبضات المحيطية أحيانًا في هذا القسم (وإلا ، فقد تكون في قسم الأطراف). نظم الخبب (بالإنجليزية: Gallop rhythm) وهو النوع الثالث من الأصوات المسموعة والصادرة من القلب، حيث أن الصوت الثالث يكون مرضياً ويكون القلب عندها متسرعاً فإن الأصوات المسموعة من القلب تشكل ما يدعى (نظم الخبب) (gallop rhythm)، وبما أن بدء الدورة القلبية من الانقباض أمر اعتباري اصطلاحي، وكون الانبساط يقصر أكثر من الانقباض عند تسرع القلب                                                                |
|                                      |                                                         | | |
| فحص البطن                            | Soft                                                    | لينة | إذا كان هناك ألم أسفل الظهر، فقد يصبح "الظهر" القسم الأساسي. قد يتم تضمين إيلام الزاوية الضلعية الفقرية في منطقة البطن إذا لم يكن هناك قسم خلفي. قد تشير الفحوصات الأكثر تفصيلاً إلى: - علامة البسواس psoas إيجابية - علامة روفسينغ Rovsing أيجابية - علامة العضلة السادة obturator sign إيجابية إذا كان الإيلام موجودًا، فقد يتم الإبلاغ عنه على أنه "إيلام في الربع السفلي الأيمن RLQ المباشر والإيلام المرتد أو الارتداد ". إن تعبير "NBS" تعني "أصوات الأمعاء الطبيعية" ؛ قد تتضمن البدائل أصوات أمعاء BS ناقصة النشاط أو أصوات أمعاء BS مفرطة النشاط". |
| فحص البطن                            | absence of pain                                         | خالية من الألم                                                                                              | إذا كان هناك ألم أسفل الظهر، فقد يصبح "الظهر" القسم الأساسي. قد يتم تضمين إيلام الزاوية الضلعية الفقرية في منطقة البطن إذا لم يكن هناك قسم خلفي. قد تشير الفحوصات الأكثر تفصيلاً إلى: - علامة البسواس psoas إيجابية - علامة روفسينغ Rovsing أيجابية - علامة العضلة السادة obturator sign إيجابية إذا كان الإيلام موجودًا، فقد يتم الإبلاغ عنه على أنه "إيلام في الربع السفلي الأيمن RLQ المباشر والإيلام المرتد أو الارتداد ". إن تعبير "NBS" تعني "أصوات الأمعاء الطبيعية" ؛ قد تتضمن البدائل أصوات أمعاء BS ناقصة النشاط أو أصوات أمعاء BS مفرطة النشاط". |
| فحص البطن                            | non tender                                              | لا يوجد إيلام                                                                                               | إذا كان هناك ألم أسفل الظهر، فقد يصبح "الظهر" القسم الأساسي. قد يتم تضمين إيلام الزاوية الضلعية الفقرية في منطقة البطن إذا لم يكن هناك قسم خلفي. قد تشير الفحوصات الأكثر تفصيلاً إلى: - علامة البسواس psoas إيجابية - علامة روفسينغ Rovsing أيجابية - علامة العضلة السادة obturator sign إيجابية إذا كان الإيلام موجودًا، فقد يتم الإبلاغ عنه على أنه "إيلام في الربع السفلي الأيمن RLQ المباشر والإيلام المرتد أو الارتداد ". إن تعبير "NBS" تعني "أصوات الأمعاء الطبيعية" ؛ قد تتضمن البدائل أصوات أمعاء BS ناقصة النشاط أو أصوات أمعاء BS مفرطة النشاط". |
| فحص البطن                            | non distended                                           | لا يوجد تمدد في البطن                                                                                       | إذا كان هناك ألم أسفل الظهر، فقد يصبح "الظهر" القسم الأساسي. قد يتم تضمين إيلام الزاوية الضلعية الفقرية في منطقة البطن إذا لم يكن هناك قسم خلفي. قد تشير الفحوصات الأكثر تفصيلاً إلى: - علامة البسواس psoas إيجابية - علامة روفسينغ Rovsing أيجابية - علامة العضلة السادة obturator sign إيجابية إذا كان الإيلام موجودًا، فقد يتم الإبلاغ عنه على أنه "إيلام في الربع السفلي الأيمن RLQ المباشر والإيلام المرتد أو الارتداد ". إن تعبير "NBS" تعني "أصوات الأمعاء الطبيعية" ؛ قد تتضمن البدائل أصوات أمعاء BS ناقصة النشاط أو أصوات أمعاء BS مفرطة النشاط". |
| فحص البطن                            | no hepatosplenomegaly                                   | لا تضخم الكبد والطحال                                                                                       | إذا كان هناك ألم أسفل الظهر، فقد يصبح "الظهر" القسم الأساسي. قد يتم تضمين إيلام الزاوية الضلعية الفقرية في منطقة البطن إذا لم يكن هناك قسم خلفي. قد تشير الفحوصات الأكثر تفصيلاً إلى: - علامة البسواس psoas إيجابية - علامة روفسينغ Rovsing أيجابية - علامة العضلة السادة obturator sign إيجابية إذا كان الإيلام موجودًا، فقد يتم الإبلاغ عنه على أنه "إيلام في الربع السفلي الأيمن RLQ المباشر والإيلام المرتد أو الارتداد ". إن تعبير "NBS" تعني "أصوات الأمعاء الطبيعية" ؛ قد تتضمن البدائل أصوات أمعاء BS ناقصة النشاط أو أصوات أمعاء BS مفرطة النشاط". |
| فحص البطن                            | NBS                                                     | أصوات الأمعاء طبيعية                                                                                        | إذا كان هناك ألم أسفل الظهر، فقد يصبح "الظهر" القسم الأساسي. قد يتم تضمين إيلام الزاوية الضلعية الفقرية في منطقة البطن إذا لم يكن هناك قسم خلفي. قد تشير الفحوصات الأكثر تفصيلاً إلى: - علامة البسواس psoas إيجابية - علامة روفسينغ Rovsing أيجابية - علامة العضلة السادة obturator sign إيجابية إذا كان الإيلام موجودًا، فقد يتم الإبلاغ عنه على أنه "إيلام في الربع السفلي الأيمن RLQ المباشر والإيلام المرتد أو الارتداد ". إن تعبير "NBS" تعني "أصوات الأمعاء الطبيعية" ؛ قد تتضمن البدائل أصوات أمعاء BS ناقصة النشاط أو أصوات أمعاء BS مفرطة النشاط". |
|                                      |                                                         | | |
| فحص الأطراف                          | No clubbing                                             | لا تعجر (تبقرط) في الأصابع (الأصابع الأبقراطية)                                                             | يعتبر فحص الأصابع بحثًا عن التبقرط (الأصابع الأبقراطية) والزرقة في بعض الأحيان جزءًا من الفحص الرئوي، لأنه يتضمن عن كثب نقص الأوكسجين. قد تشمل فحوصات الركبة اختبار ماكموري واختبار لاكمان واختبار الدرج . |
| فحص الأطراف                          | No cyanosis                                             | لا زرقة | يعتبر فحص الأصابع بحثًا عن التبقرط (الأصابع الأبقراطية) والزرقة في بعض الأحيان جزءًا من الفحص الرئوي، لأنه يتضمن عن كثب نقص الأوكسجين. قد تشمل فحوصات الركبة اختبار ماكموري واختبار لاكمان واختبار الدرج . |
| فحص الأطراف                          | No edema                                                | لا وذمة | يعتبر فحص الأصابع بحثًا عن التبقرط (الأصابع الأبقراطية) والزرقة في بعض الأحيان جزءًا من الفحص الرئوي، لأنه يتضمن عن كثب نقص الأوكسجين. قد تشمل فحوصات الركبة اختبار ماكموري واختبار لاكمان واختبار الدرج . |
|                                      |                                                         | | |
| الفحص العصبي                         | A & Ox3                                                 | واعي ومتوجه (للزمان والمكان والأشخاص)                                                                       | يمكن توسيع الإحساس ليشمل الباهت والحاد والاهتزاز ودرجة الحرارة وإحساس الموضع. قد يتم الإبلاغ عن اختبار الحالة العقلية في بداية الفحص العصبي، أو تحت قسم "نفسي" مميز. |
| الفحص العصبي                         | CN II-XII WNL                                           | الأعصاب القحفية من الثاني وحتى الحادي عشر ضمن الحدود الطبيعية                                               | يمكن توسيع الإحساس ليشمل الباهت والحاد والاهتزاز ودرجة الحرارة وإحساس الموضع. قد يتم الإبلاغ عن اختبار الحالة العقلية في بداية الفحص العصبي، أو تحت قسم "نفسي" مميز. |
| الفحص العصبي                         | Sensation intact in all four extremities dull and sharp | الإحساس سليم في جميع الأطراف الأربعة (المبهم والحاد)                                                        | يمكن توسيع الإحساس ليشمل الباهت والحاد والاهتزاز ودرجة الحرارة وإحساس الموضع. قد يتم الإبلاغ عن اختبار الحالة العقلية في بداية الفحص العصبي، أو تحت قسم "نفسي" مميز. |
| الفحص العصبي                         | DTR 2+ bilat                                            | المنعكسات الوترية العميقة deep tendon reflex إيجابية 2+ في الطرفين                                          | يمكن توسيع الإحساس ليشمل الباهت والحاد والاهتزاز ودرجة الحرارة وإحساس الموضع. قد يتم الإبلاغ عن اختبار الحالة العقلية في بداية الفحص العصبي، أو تحت قسم "نفسي" مميز. |
| الفحص العصبي                         | Romberg negative                                        | علامة رومبيرغ سلبية                                                                                         | يمكن توسيع الإحساس ليشمل الباهت والحاد والاهتزاز ودرجة الحرارة وإحساس الموضع. قد يتم الإبلاغ عن اختبار الحالة العقلية في بداية الفحص العصبي، أو تحت قسم "نفسي" مميز. |
| الفحص العصبي                         | cerebellar reflexes WNL                                 | ردود الفعل المخيخية ضمن الحدود الطبيعية                                                                     | يمكن توسيع الإحساس ليشمل الباهت والحاد والاهتزاز ودرجة الحرارة وإحساس الموضع. قد يتم الإبلاغ عن اختبار الحالة العقلية في بداية الفحص العصبي، أو تحت قسم "نفسي" مميز. |
| الفحص العصبي                         | normal gait                                             | المشية طبيعية                                                                                               | يمكن توسيع الإحساس ليشمل الباهت والحاد والاهتزاز ودرجة الحرارة وإحساس الموضع. قد يتم الإبلاغ عن اختبار الحالة العقلية في بداية الفحص العصبي، أو تحت قسم "نفسي" مميز. |

اعتمادًا على الشكوى الرئيسية ، قد يتم تضمين أقسام إضافية. على سبيل المثال، يمكن تقييم السمع من خلال اختبار ويبر واختبار رين ، أو قد يتم تناوله بإيجاز في اختبار العصب القحفي . لإعطاء مثال آخر، يمكن تقييم الشكوى المتعلقة بالجهاز العصبي باختبار محدد، مثل مناورة رومبيرج .

## القصة السريرية
كان للتاريخ الطبي والفحص البدني أهمية قصوى للتشخيص قبل تطوير التكنولوجيا الصحية المتقدمة، وحتى اليوم، على الرغم من التقدم في التصوير الطبي والفحوصات الطبية الجزيئية، يظل التاريخ والجسم خطوات لا غنى عنها في تقييم أي مريض. قبل القرن التاسع عشر، كان التاريخ والفحص البدني هما تقريبا أدوات التشخيص الوحيدة التي يمتلكها الطبيب، وهو ما يفسر أهمية المهارة اللمسية والتقدير البارز في الاختبار في تحديد ما يصنع للطبيب الجيد. حتى وقت متأخر من عام 1890 ، لم يكن للعالم أي تصوير شعاعي أو تنظير فلوروسكوبي ، فقط أشكال مبكرة ومحدودة من الاختبارات الفيزيولوجية الكهربية ، ولم يكن هناك بيولوجيا جزيئية كما نعرفها اليوم. منذ ذروة أهمية الفحص البدني، حذر المراجعون من أن الممارسة السريرية والتعليم الطبي يجب أن يظلوا يقظين في تقدير الحاجة المستمرة للفحص البدني وتعليم المهارات اللازمة لأدائه بشكل فعال ؛ هذه الدعوة مستمرة، كما يظهر من أدب القرن الحادي والعشرين.

## المجتمع والثقافة
قد يطلب من الناس التواضع في الأماكن الطبية وذلك عندما يتم فحصهم من قبل مقدم الرعاية الصحية.
في العديد من المجتمعات الغربية، يلزم إجراء فحص جسدي للمشاركة في الأنشطة الرياضية اللامنهجية. أثناء الفحص البدني، يقوم الطبيب بفحص الأعضاء التناسلية، بما في ذلك القضيب والخصيتين. قد يطلب الطبيب من المراهق أن يسعل أثناء فحص كيس الصفن. على الرغم من أن هذا قد يكون محرجًا للمراهق من الذكور، إلا أنه من الضروري المساعدة في تقييم وجود الفتق الإربي أو الأورام.

## روابط خارجية
- فحص الصحة - من ميدلاين بلس MedlinePlus
- كونيتيكت دروس فيديو الفحص البدني
- فيديو الفحص البدني للجهاز التنفسي
- مجلة الفحص السريري - مصدر مفيد عبر الإنترنت للإرشادات القائمة على الأدلة حول الفحص البدني
- "ستانفورد ميديسن 25" به مقاطع فيديو إرشادية للفحص البدني
- الطرق السريرية، الطبعة الثالثة، التاريخ والامتحانات الفيزيائية والمخبرية على موقع المعاهد الوطنية للصحة. أكمل موردًا عبر الإنترنت للفحص البدني.